# 鄭氏湖城殿内
鄭氏 湖城殿内（ていうじ こじょう、琉球方言こぐすく、どぅんち）は、鄭義才を元祖とする琉球王国の士族（久米士族）。久米三十六姓の末裔のひとつで、王国末期に小禄間切（現・那覇市小禄地区）湖城村の脇地頭を務めた。
元祖・義才は、福建福州府長楽県出身。9世・鄭迵(謝名利山)は久米士族初の三司官、その弟・鄭週は書家として著名。12世・鄭弘良も著名な学者で程順則の師としても知られる。ほかに門中では、『球陽』の編纂者の13世・鄭秉哲、古波蔵親方（鄭氏古波蔵家系祖。12世・弘良四男）、能書家として知られるその孫の鄭嘉訓、古波蔵親方（鄭氏古波蔵家16世）、同じく次男で書家の鄭元偉、湖城親方（本家へ養子入り）なども有名である。

## 系譜
- 1世・鄭義才
- 2世・不明
- 3世・不明
- 4世・鄭玖
- 5世・不明
- 6世・不明
- 7世・不明
- 8世・鄭禄
- 9世・鄭達、宮里親雲上
- （9世・鄭迵、謝名親方。鄭禄次男）
- （9世・鄭週。鄭禄三男）
- 10世・鄭子孝
- 11世・鄭宗善
- 12世・鄭弘良、大嶺親方
- 13世・鄭乗均
- 14世・鄭有睿
- 15世・
- 16世・鄭允泰　允儀　※鄭元偉は本家　鄭允泰の養子となるも、鄭嘉謨嗣子なきによりその統を継ぎ、弟の元廣が本家を継ぐ。

※17世　鄭元廣　
※18世　鄭希僑

※系譜は『氏集』、『沖縄県姓氏家系大辞典』大宗鄭氏家譜抜粋から。一部推定。